# Miltoniopsis
Miltoniopsis God.-Leb. è un genere di piante della famiglia delle Orchidacee diffuso in America centrale e meridionale.

## Distribuzione e habitat
Il genere è diffuso in Costa Rica, Guatemala, Nicaragua, Panama, Venezuela, Colombia, Ecuador, Perù, Bolivia.

## Tassonomia
Comprende le seguenti specie:
- Miltoniopsis bismarckii Dodson & D.E.Benn.
- Miltoniopsis phalaenopsis (Linden & Rchb.f.) Garay & Dunst.
- Miltoniopsis roezlii (W.Bull) God.-Leb.
- Miltoniopsis vexillaria (Rchb.f.) God.-Leb.
- Miltoniopsis warszewiczii (Rchb.f.) Garay & Dunst.